# Andautonija
Andautonia je starorimsko naselje i municipij na mestu današnjeg sela Šćitarjeva u blizini Velike Gorice.
Na mestu Andautonije se prije rimskog nalazilo ilirsko naselje. Andautonia se nalazila na desnoj obali reke Save na mjestu gdje je rimska cesta Siscia — Petovio prelazila reku. Arheološkim iskapanjima otkriveni su bedemi, nekropole, termalni komples s vodovodom, kanalizacijom i sistemom za zagrejavanje prostorija, tragovi luke i predmeti iz svakodnevnog života stanovnika. Andautonia propada i gubi na značenju u razdoblju od 4. do 7. veka za vreme velike seobe naroda.

## Istorija grada
Severno od Save (lat. Savus flumen) Rimljani su osnovali panonske provincije gornju Panoniju ili Panoniju Superior (lat. Pannonia Superior) i donju ili Panoniju Inferior (lat. Pannonia Inferior), koje su se prostirale do obale reke Dunav (lat. Danubius flumen) na severoistoku, na jugozapadu je granica bila Italija, a na jugu provincija Dalmacija.
Andautonija se nalazila u delu gornje Panonije (Superior), na području koje je naseljavalo pleme Andautonaca. Grad je sagrađen u 1. veku, oko 12 km od desne obale Save, na putu iz Akvileje prema Sirmijumu.
Grad postaje municipijum 70. godine, tokom vladavine Flavijevaca.
A verovatno je napušten u 4. veku.
Grad se pominje u antičkim izvorima, kod Ptolemeja i u antičkim itinerarima (lat. Itinerarium Antonini Augusti).

## Arheološka istraživanja
Grad je otkrio Matija Petar Katančić u 18. veku, posmatrajući vidljive ostatke rimskog grada utvrdio je da se radi o Andautoniji, no tek je Teodor Momzen 1873. potvrdio zasigurno da je baš ovo naselje bilo to. Iskopavanja započeo je Bojničić 1882. i 1883. na području Gradišća. Istraživanje grada počinje pronalaskom Maksiminovog miljokaza 1934. godine.
Arheološki muzej u Zagrebu započinje sistematska iskopavanja 1969. godine.
Od 1981. godine iskopavanja se vrše u dvorištu županijskog ureda, a od 1984. paralelno se vrše i konzervatorski radovi.
Arheološki park koji se može videti sadrži ulicu, rimske terme, dve zgrade i nekropolu. Precizna rekonstrukcija izgleda otkrivenih zgrada nije često moguća jer je građa sa istih sve do početka XIX veka odnošena i korištena za izgradnju okolnih privatnih i javnih građevina što je i drugde po Evropi tada bio čest slučaj. 

## Literatura
- , (1988) Hronika iskopavanja, Ščitarjevo istraživanja i zaštitni radovi 1984—1988, VAMZ, 3.s.,XXI

## Spoljašnje veze
- www.andautonia.com